# جيم مارتن (مخرج)
جيم مارتن (بالإنجليزية: Jim Martin)‏ هو منتج أفلام ومخرج أمريكي، ولد في القرن العشرين في بيتسبرغ في الولايات المتحدة.

## وصلات خارجية
- جيم مارتن على موقع IMDb (الإنجليزية)
- جيم مارتن على موقع ميوزك برينز (الإنجليزية)
- جيم مارتن على موقع أول موفي (الإنجليزية)
- جيم مارتن على موقع قاعدة بيانات الفيلم (الإنجليزية)
- جيم مارتن على موقع كينوبويسك (الروسية)